# Ponente
Il ponente, detto anche zefiro o espero (nonostante nella rosa dei venti a 32 punte questi ultimi due nomi abbiano un'altra collocazione), è un vento del Mar Mediterraneo che spira da ovest verso est. La denominazione è conferita dal punto cardinale dal quale soffia. Tale direzione è indicata simbolicamente nella cosiddetta rosa dei venti.

## Caratteristiche
Il vento di ponente soffia generalmente come brezza marina durante la stagione estiva, lungo le coste della Maremma grossetana, del Lazio, e delle coste tirreniche in genere, inoltrandosi in modo più o meno deciso anche nel corrispondente entroterra e svolgendo un'azione alquanto mitigatrice sulla calura, pur tendendo ad elevare moderatamente i tassi di umidità per la provenienza dal mare. In autunno e inverno soffia spesso in maniera moderata o forte durante il passaggio di una perturbazione in transito da ovest verso est, sulle coste di Toscana, Lazio, Campania e Calabria. La sua presenza però indica il finire della perturbazione e quindi l'arrivo del bel tempo. Provenendo sempre dal mare, quindi, le temperature anche in inverno risultano essere sempre molto miti.